# Lope de Barrientos
Fra Lope de Barrientos, O.P. (Medina del Campo, 1382-Conca, 1469) va ser un religiós castellà. Tot i que és poc conegut dins de la història eclesiàstica espanyola, fou un dels clergues més poderosos i influents a la Castella del moment. D'orígens humils, va estudiar gramàtica i va aprofitar el costum dels monarques castellans de servir-se de nobles de segona línia, enfront de l'alta noblesa per entrar al servei de l'infant Ferran, que més endavant esdevindria monarca de la Corona d'Aragó. Després, gràcies a la seva intel·ligència i la conjuntura política, va ascendir socialment assolint diversos càrrecs: entrà a l'orde dels dominics, fou catedràtic de la Universitat de Salamanca, confessor del rei Joan II de Castella i bisbe successivament de Segòvia, Àvila, però sobretot de Conca. Arribaria, així mateix, a ser inquisidor, home de confiança d'Enric IV de Castella i Canceller Major del regne. A això, cal sumar-li una sèrie d'escrits de la seva mà sobre teologia i problemes religiosos castellans del segle xv.

## Biografia
Va néixer a Medina del Campo l'any 1382, fill d'un servidor de Ferran d'Antequera, anomenat Pedro Gutierrez de Barrientos, que va morir servint en batalla. És probable, encara que no s'ha pogut demostrar, que procedís d'una família de judeoconversos al servei de la corona des d'antic. En la cort va veure néixer i va tractar als infants d'Aragó, fills de Ferran, el que explica que estigués de la seva part, si més no, al principi de les lluites castellanes contra Álvaro de Lluna.
Va estudiar com a frare dominic, primer a Medina del Campo i, a partir del 1406, és enviat com a professor a l'Estudi General del Convent de Sant Esteban de Salamanca, des d'on va passar a la Universitat a ensenyar teologia i filosofia. Allà va coincidir amb un altre personatge il·lustre, Tomás de Torquemada. Atès que tenien moltes coses en comú (ser tots dos d'origen jueu, pertànyer a l'orde dels dominics i venir d'un poble de la mateixa regió), van entaular amistat i, sens dubte, van compartir idees sobre el problema religiós a Castella.
Barrientos va destacar tant en el seu magisteri que es va convertir el 1416 en catedràtic de prima de Teologia d'aquesta universitat, fins que el rei Joan II el va nomenar confessor real l'any 1433 i li va encarregar que eduqués al futur rei, el príncep Enric i, més tard, al seu últim fill, l'infant Alfons (1453-1468).

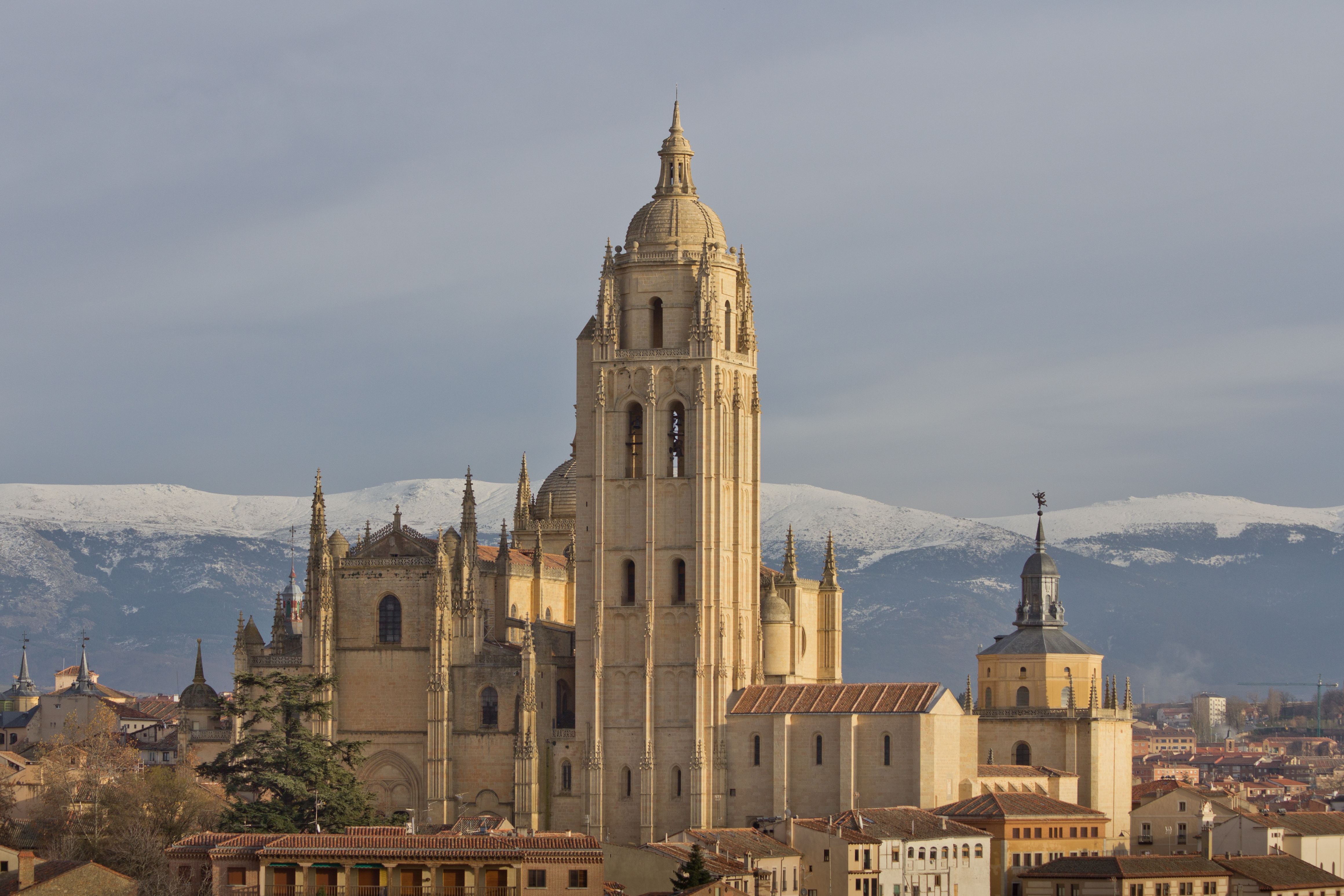
Catedral de Segòvia.

També va ser nomenat Inquisidor i, el 1438, va ser elegit bisbe de Segòvia. El 3 maig del 1440 es va celebrar un sínode a l'església de Sant Miquel de Turégano, en què va presentar la seva Instrucció Synodal per a la formació teològica i pastoral dels seus clergues. Gairebé sempre fidel a Joan II, va canviar la diòcesi de Segòvia, l'any 1442, la demarcació es trobava sota la influència del rebel príncep Enric, per la d'Àvila adepta al monarca, i més tard va aconseguir a Tordesillas la reconciliació de tots dos per oferir un front unit davant Navarra i Aragó. El 1444 va ocupar la diòcesi de Conca i a l'any següent, va cooperar amb les seves tropes a la Primera Batalla d'Olmedo, que anys més tard, 1449, defensava així mateix amb les armes la seva diòcesi contra les tropes de don Alonso d'Aragó i altres nobles castellans. Se li va oferir l'arquebisbat de Santiago, però ho va rebutjar.
Malgrat les seves importants responsabilitats religioses, mai va deixar la seva tasca d'home d'estat com a conseller del rei Joan II, primer, i d'Enric IV, després. Possiblement instruís a la futura Isabel la Catòlica, germanastra del rei (moltes de les seves actuacions en política religiosa encaixen amb la forma de pensar de Barrientos). Des de la seva posició privilegiada i de confiança va influir decisivament en la política d'aquests dos reis castellans, i, segurament, també va conspirar, especialment contra el primer (donada la seva esmentada amistat amb els Infants d'Aragó).
La seva tasca com a home d'estat va ser tan discreta com fonamental. Va treballar al costat de Joan II, al principi com a partidari dels Infants d'Aragó, però després com un fidel seguidor. Va acabar sent un home realment poderós i ric malgrat el vot de pobresa de l'ordre a la qual pertanyia.
La mort l'any 1454 d'Álvaro de Lluna, va provocar que li toqués substituir-lo en el govern de Castella fins a la mort de Joan II, apartant-se més tard dels negocis d'estat per desacords amb el nou monarca (Enric IV de Castella). Malgrat la seva atzarosa vida política, va tenir encara temps per fundar diverses cases conventuals: l'Hospital de Sant Sebastià de Conca i el de La nostra Senyora de la Pietat de Medina del Campo, on, per un temps, van reposar les seves restes i va escriure nombrosos llibres. Filosòficament s'alinea entre els renovadors de l'escolàstica. La seva mort va tenir lloc a Conca el 30 de maig del 1469.

## Activitat com a inquisidor i les seves idees sobre els conversos
Quan mediava el segle xv, un ampli sector social mantenia una postura molt radicalitzada en contra dels jueus, tal com explica el franciscà Alonso de Espina en el seu escrit Fortalitium Fidei: «Van entrar, oh Senyor!, en el teu ramat els llops rapinyaires. Ningú no pensa en els pèrfids jueus, que blasfemen del teu nom.»
Davant d'aquesta actitud es manifestaven els defensors dels conversos, personatges notables, alguns d'ells també conversos, com el relator Díaz de Toledo, Alonso de Cartagena, Lope Barrientos i Juan de Torquemada (oncle de l'inquisidor). Benzion Netanyahu, autor del llibre The Origins of the Inquisition in Fifteenth Century Spain, afirma que quan els conversos espanyols van ser perseguits i van "reclutar en la seva defensa a homes de gran coratge i brillantor, com Lope de Barrientos ... ". De fet, el bisbe va redactar diversos escrits de defensa, en què reconeixia que «possible és que institutriu alguns, però ja que anys sigui, injusta i inhumana cosa seria tot el llinatge dels Manzell cap diffamar». Gràcies al seu càrrec d'inquisidor i a les seves influències, es va posar en contacte amb el papa Nicolau V i va aconseguir la seva resposta favorable el 1449: segons afirma Barrientos, el pontífex «havia manat que no es fes cap discriminació entre els nous convertits a la fe i els cristians vells en la recepció i tinença d'honors, dignitats i oficis, tant eclesiàstics com seculars».
Lope de Barrientos, va arribar a assegurar que descendia de jueus batejats. No obstant això, les investigacions apunten que era un cristià vell, que feia servir aquesta mentida per consolidar la seva postura ideològica: defensar els conversos, per atacar els jueus.
Malgrat la seva lloable defensa dels conversos, Barrientos i, en general, els dominics, eren partidaris de prohibir el judaisme a Castella. La seva idea era que els judeoespañols havien de convertir-se o emigrar, i això van defensar fins que Fra Tomás de Torquemada va convèncer a Isabel la Catòlica l'any 1492.

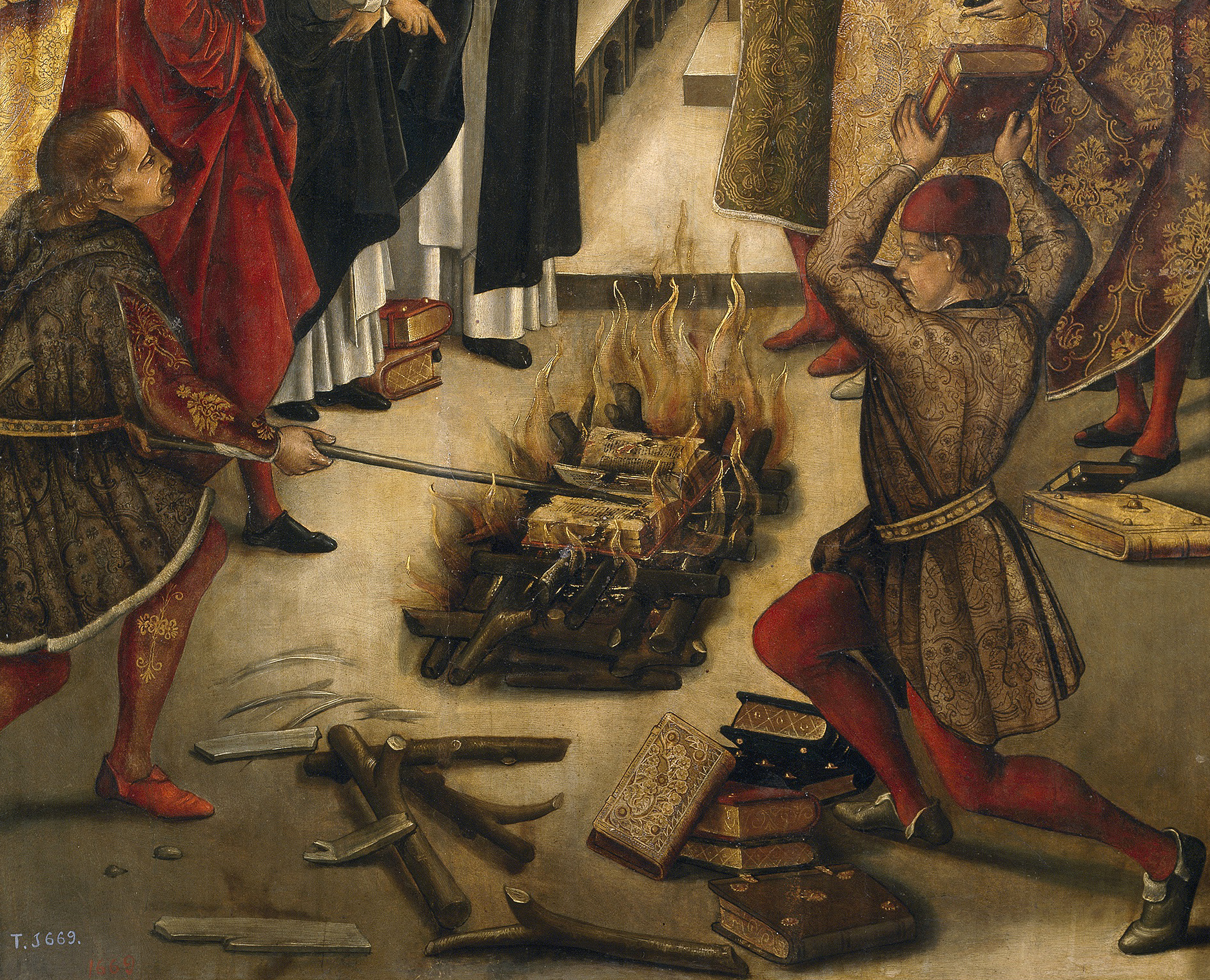
Crema de llibres herètics per frares dominics. Detall d'una taula de Pedro Berruguete sobre la vida de sant Domènec de Guzmán.

Una altra de les seves actuacions més destacades a les ordres del rei va ser el plet contra el senyor Enrique de Villena, a qui va condemnar a presó acusat de bruixeria i nigromància. Una cosa sabia sobre aquestes matèries, com testimonien els manuscrits inèdits d'algunes obres seves que hi ha a Salamanca: Tractat de cas i fortuna, Ms Salamanca, Universitat, núm 2096, fol. i-12v. Tractat de dormir o despertar i del somiar de les adevinanças i averanys i profecies, Ms Salamanca, Universitat, núm 2096, fol. 12-55 iTractat de la adevinança i les seves espècies, Ms El Escorial, Biblioteca, h. III, 13. En realitat, tant Joan II com ell desconfiaven de les idees innovadores de les que era una de les persones més cultivades i sàvies de l'època. Enric de Villena escrivia sobre molts temes, era literat, traductor, cirurgià i és possible que col·leccionés llibres en hebreu i en àrab, el que li convertia automàticament en sospitós d'heretgia. Villena va morir a la presó, l'any 1434, i el rei Joan II li va encarregar a Barrientos l'estudi de la seva biblioteca. Barrientos va manar cremar la majoria dels còdexs, però va conservar uns pocs: «Fra Lope els va mirar i va fer cremar alguns, i els altres van quedar en el seu poder». El poeta Juan de Mena es va queixar de tal barbaritat en uns versos del seu Laberint de Fortuna:
| « | Perdió los tus libros sin ser conosçidos, e cómo en esequia te fueron ya luego unos metidos al ávido fuego, otros sin orden non bien repartidos; | » |
| — Laberinto de Fortuna de Juan de Mena; con una estrofa sobre la quema de libros de Enrique de Villena | |   |

Hi ha qui va acusar Barrientos de ser un salvatge i d'apoderar-se dels llibres més valuosos per plagi; altres, en canvi, li van justificar, ja que, segons sembla, el rei volia cremar-los tots i només la intervenció del capellà va permetre salvar-ne alguns. El mateix Lope de Barrientos es defensava d'aquesta manera:
| «                         | ... que després de la mort del Sr Enric de Villena, tu, com a Rei cristianíssim, vas a mi el teu servent que el quemasse a voltes d'altres molts. La qual cosa jo Puss en execució en presència d'alguns teus servidors. En la qual cosa, ansí com en altres Cossos moltes, paresció i paresce la gran devoció que la seva senyoria sempre ovo en la religió christiana. I ja que aquestos va ser i és de lloar, però per un altre respecte, d'alguna manera és ben guardar els esmentats llibres, tant que estuviessen en guarda i poder de bones persones fiables, com que no usassen d'ells, llevat que els guardassen, a fi que algun temps podria aprofitar als savis llegir en els tals llibres per indefensió de la fe i de la religió christiana i per confusió dels tals idòlatres i nigromàntics | » |
| — Tractat de la Divinança | |   |

## Posició respecte al conestable Álvaro de Luna
És complex determinar si el Bisbe Barrientos era o no partidari del conestable Álvaro de Luna, doncs, en paraules de l'historiador Salamanc José Luis Martín: «... entre 1435 i 1440 el sistema d'aliances canvia contínuament. No és possible en una obra d'aquesta naturalesa referir-nos a totes elles ni esmentar els noms dels que donen suport a uns o un altre en cada moment.» Idea rubricada per Paulino Iradiel: «Les lluites civils es desenvolupen de manera contradictòria i intermitent fins al final del regnat (de Joan II), amb aliances, tàctiques circumstancials i canvis de bàndol que fan difícil la seva explicació.»

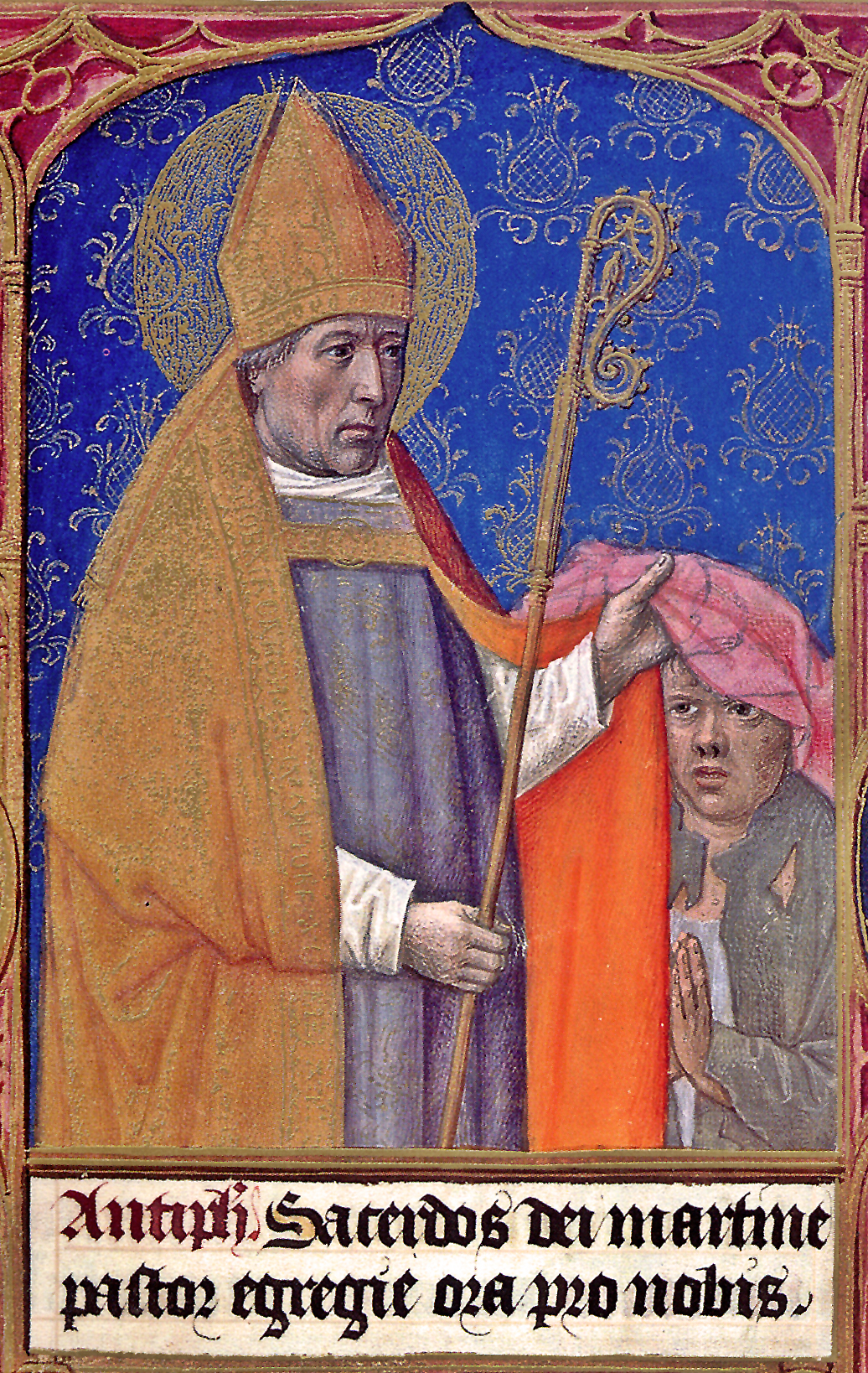
Llibre d'Hores de Joana I de Castella

No obstant això, és factible conjecturar que al principi, Fra Lope de Barrientos era favorable als Infants d'Aragó. Però era un hàbil polític que sabia maniobrar a temps i salvar-se sempre de la desfeta.
Quan Joan II d'Aragó va trencar les Treves de Majano (1430) i va envair Castella, el rei Joan II va haver de refugiar-se a Medina del Campo amb els seus lleials (entre ells, el Bisbe Barrientos). Medina no era una ciutat fàcil de defensar, ja que la seva formació d'infanteria no era pròpiament castrense, sinó, més aviat per cobrar portazgos (tan sols la Mota estava ben protegida). El Bisbe Barrientos es va oferir com a mediador i va aconseguir un tracte aparentment beneficiós per a ambdós bàndols. No obstant això, tot indicava que el clergue havia traït al rei castellà, ja que quan Joan II estava celebrant, confiat a la plaça de Medina del Campo, les tropes del regne de Navarra van irrompre a la vila i el van retenir. Encara que després el deixessin anar, havien aconseguit minar el prestigi de la corona i burlar-se del rei. Possiblement, llavors, Barrientos va ser un dels instigadors de l'exili d'Álvaro de Luna el 1439, preparant el camí per al triomf dels Infants d'Aragó.
Cinc anys després, els vents havien canviat totalment. La mort de Blanca de Navarra, l'esposa de Joan II d'Aragó, va obligar a aquest a tornar ràpidament cap al seu regne, abandonant la campanya castellana, ja que la seva pròpia corona perillava davant les pretensions de Carles de Viana. El poder dels Infants d'Aragó s'esquerdava, i Barrientos havia de reaccionar ràpidament.
A més, Álvaro de Luna havia tornat i havia reorganitzat el bàndol realista amb els recursos gairebé il·limitats de la mitra de Toledo, des d'on li donava suport el seu mig germà Joan de Cerezuela. Irònicament, el mateix Lope de Barrientos, en aquell temps, bisbe d'Àvila, es va unir a ell. Entre els preparatius per a l'enfrontament (que tindria lloc a Olmedo), Barrientos se'n va anar a Madrigal de les Altes Torres per convèncer a l'hereu, el príncep Enric, de no tornar contra el seu propi pare.
La derrota dels Infants d'Aragó en la batalla d'Olmedo de 1445 va ser aclaparadora. Les Cobles de la Panadera, que relaten els moments previs a l'esmentat enfrontament, descriuen l'ardor guerrer del bisbe de la següent manera:
| «                                                                                | En càtedra de fusta vaig veure el bisbe Barrientos Amb un dard sense armientos, que a predicar sortís i per conclusió posés Miquel que hi anés a morir, Ell li Faría pujar al cel sense escala Di fornera! | » |
| — Cobles de la fornera de Juan de Mena, amb una estrofa sobre Lope de Barrientos | |   |

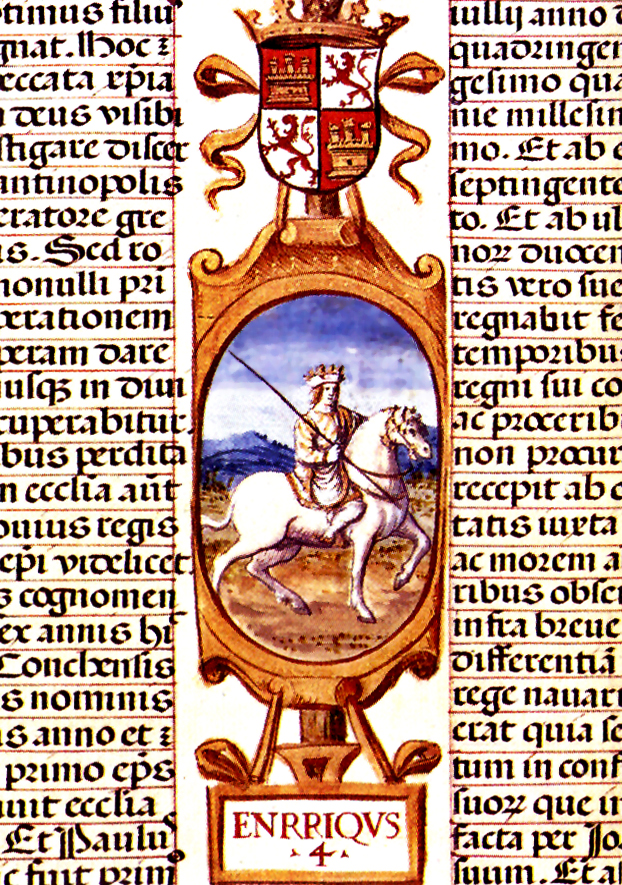
Enric IV de Castella.

Immediatament, Álvaro de Luna va iniciar els seus contactes amb el príncep de Viana, enemic de Joan II d'Aragó, i aquest va haver de contraatacar de nou envaint Castella. Com a conseqüència, l'any 1449 els navarresos van intentar prendre Conca amb l'ajut de l'alcaid de la fortalesa, Diego de Mendoza. El Bisbe Barrientos, que en aquesta època ja era plenament fidel a Joan II de Castella, va organitzar personalment la defensa de la ciutat (en aquells dies, la seva diòcesi). Amb l'ajuda dels seus habitants, va aguantar el lloc fins que va arribar l'ajuda del Condestable don Álvaro de Luna.
Però la ciutat de Toledo es va revoltar contra Álvaro de Lluna, per l'exigència d'impostos destinats a sufragar l'ajuda per a la defensa de la ciutat de Conca, executant a diversos converses, que eren els encarregats de la fiscalització de les alcabalas. Quan Álvaro de Luna va alliberar Conca i va fer fugir els navarresos, les esperances dels revoltats de Toledo es van dissipar i no els va quedar cap altre recurs qiue lliurar la ciutat al Condestable. Per pròpia convicció i per tornar el favor que li havia fet Álvaro de Luna en alliberar Conca del lloc navarrès, va actuar contra l'alcaid toledà, Pedro Sarmiento, perquè fos detingut i jutjat pels seus assassinats i rapinyes.
La influència d'home d'estat de Lope de Barrientos va seguir creixent sordament, de manera que amb la mort de don Álvaro de Luna l'any 1453, Barrientos va esdevenir la primera figura política del seu temps i va ser nomenat Canceller Major de Castella. A més, el 1454 va aconseguir que el rei Enric IV convertís a la seva família en el setè llinatge medinense. Durant els segles XV i xvi, Medina del Campo era una ciutat de vital importància per a l'economia castellana gràcies als seus firaires; pertànyer a un dels set llinatges implicava participar en el govern de la vila, tant des del punt de vista civil com religiós.
Però Barrientos va fracassar davant la manca de caràcter d'Enric IV, per més que li va comminar i escarnir, li va pressionar fortament perquè castigués els que escampaven la remor de la infidelitat de la reina amb un dels seus homes de confiança, Beltrán de la Cova, Enric IV no va reaccionar. Això va fer vessar la paciència del Bisbe Barrientos, que va decidir abandonar la política i centrar-se en la gestió de la seva diòcesi de Conca fins al dia de la seva mort.

## Obres

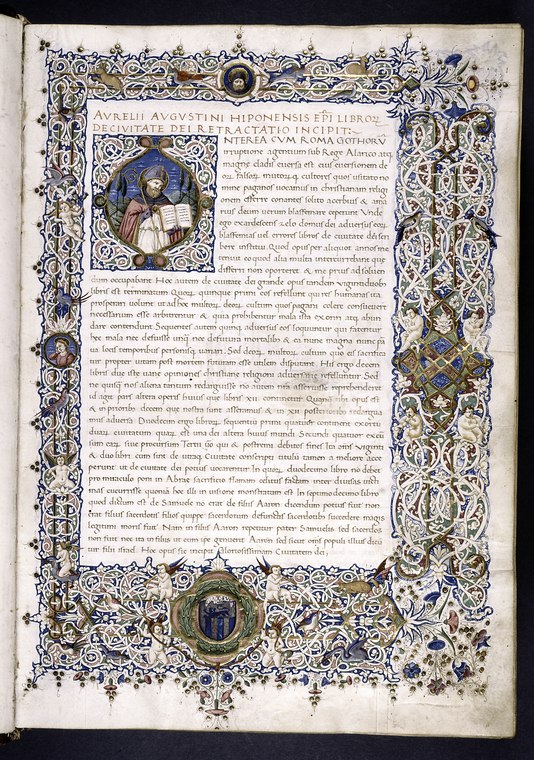

Lope de Barrientos no és molt conegut pels seus estudis, excepte en cercles d'especialistes, pel fet que les seves obres són de caràcter teològic i van dirigides a un públic format en aquestes qüestions. En general, la seva orientació apunta a la modernització ideològica de l'Església hispana. Té tractats (tots ells, en llatí) sobre els sagraments, un compendi de teologia moral i un llibre de decretals amb el qual va contribuir a l'enriquiment del dret canònic.
- Clavis Sapientiae: és l'obra més antiga de Lope de Barrientos: una enciclopèdia del saber filosòfic-teològic de l'època. L'original no es conserva, hi ha una còpia manuscrita d'aquesta obra en la Biblioteca Nacional de Madrid.
- Opusculum super intellectu quorumdam verborum cuiusdam decreti contenti in voluminosos decretorum, ubicada Gratianus, tractans de matèria sacrilegii, XVII, q. III, ait: sacrilegii quoque reatum incurrit, qui iudaeis publica Officia committit: mostra el greu problema social, religiós, racial i doctrinal que, segons Lope de Barrientos, provocaven els jueus. Per a ell, la solució més adequada era la segregació (l'equivalent de l'apartheid del segle xv), encara que, si era possible, el millor seria l'expulsió que operaria pocs anys més tard. Es conserva algun manuscrit d'aquesta obra, o bé de propietat privada o bé en els arxius d'alguna catedral.
- Index Latinus ad sancti Antonini, Archiepiscopi Florentini, Summam Theologicam: manuscrit conservat a l'arxiu de la Catedral de Segòvia.

D'altra banda té diversos manuscrits en castellà adreçats a un públic culte, però menys especialitzat:
- Crònica del falconer(1454).[9] És un resum de la Crònica de Joan II, composta, entre d'altres, per Álvar García de Santamaría.

- Contra alguns sisanya de la nació dels convertits del poble d'Israel(1445-1451). És una defensa dels judeoconversos espanyols. Hi ha un manuscrit a la Biblioteca de la Universitat de Salamanca i una altra còpia del segle xvii a la Biblioteca Nacional de Madrid.
- Tractat del cas i fortuna. Va escriure aquest llibre a petició del rei Joan II, quan Barrientos era bisbe de Conca. És purament escolàstic i discursiu, amb excessiva subjecció a la doctrina d'Aristòtil i no ofereix prou respecte al lliure albir. Es va editar el 1927 a Salamanca, però hi ha antigues còpies manuscrites: la de la Biblioteca Nacional de Madrid data de l'any 1549, la del Museu Britànic de Londres és del segle xv, i hi ha, finalment, una altra còpia a la Biblioteca de la Universitat de Salamanca.
- Tractat del dormir et despertar et l'somiar et de les adevinanças et averanys et profecia. Són sis tractats encarregats pel rei Joan II, satisfet pel Tractat del cas i fortuna. Va pel mateix camí excessivament ortodox. Distingeix en la interpretació dels somnis, amb el record dels de José i altres casos de les Sagrades Escriptures, el que pot tenir per inspiració divina i el que és xerrameca. A més, exposa la teoria cristiana del profetisme i condemna asprament les endevinalles i averanys. Es conserven manuscrits en el Museu Britànic de Londres. Hi ha una còpia manuscrita del 1559 a la Biblioteca Nacional de Madrid. A les biblioteques de El Escorial i de la Universitat de Salamanca hi ha sengles còpies del segle xv.
- Tractat de la divinança[10] (realment és un resum manipulat d'un llibre de la biblioteca d'Enrique de Villena). Es considera que és l'obra més important de Barrientos. Aparentment és moralitzant i didàctica, amb pretensions filosòfiques, ja que exposa les teories de savis que neguen la possibilitat d'endevinar el futur oposant-la a les de teòlegs que creuen tant en la inspiració divina, com en la del diable. Per demostrar que els esperits malignes poden manifestar-se als homes recorre al cas d'Eva i la serp, arribant a la conclusió que les «Arts Màgiques» van néixer amb el fill maligne d'Adam, qui el va recollir en un supòsit manuscrit anomenat «Llibre Raziel», i que per això els mags són descendents de Caín. Encara que en general Barrientos creu que «són gairebé sempre frívoles i de cap eficàcia». Tot i això, determina que és necessari erradicar-les.

### Fundacions
Estant al servei de Joan II de Castella, va aconseguir els senyorius de Pascualcobo i Serrans de la Torre, que va anar ampliant amb heretats en diversos pobles, tots d'Àvila. El 1451, va manar construir el castell de Serrans de la Torre (província d'Àvila), conegut actualment com a Torrejón dels Serrans. Com qualsevol clergue d'importància que es considerés, es va dedicar a tot tipus d'obres de caritat, beques d'estudis i un altre tipus de bones accions. Alguns historiadors consideren a Lope de Barrientos fundador de l'Hospital universitari de Salamanca, però és una opinió amb escàs fonament. Entre les seves fundacions segures es destaquen:
- La seva obra més important, l'Hospital de la Pietat de Medina del Campo, on hi havia una capella funerària. El Bisbe va deixar fons per mantenir l'hospital durant molt de temps, tenint cura dels més pobres i necessitats, a més de mantenir diversos metges i clergues que donaven consells sobre teologia. També a Medina del Campo va construir tres humilladeros i va engrandir el convent dominic de Sant Andreu, on es va criar.
- Fora de la seva pàtria, destaca la construcció de l'Hospital de Sant Sebastià, a Conca, i una ermita consagrada, també, a Sant Sebastià al convent de la Penya de França (Salamanca). No obstant això, en l'actualitat cap de les seves obres es conserva.